# سينيس
سينيس هي مدينة من مدن البرتغال. يبلغ عدد سكانها 18,298 نسمة وذلك حسب إحصائيات سنة 2015 من المعهد الوطني للإحصاء. تبلغ مساحتها 203 كم².

## توأمة
لسينيس اتفاقيات توأمة مع كل من:
- نيسا (البرتغال)
- Vidigueira [الإنجليزية]‏
- يابرة

## أعلام
- ماريو روي
- جواو بابتيستا مارتينز
- فاسكو دا غاما